# Piona linguaplax
Piona linguaplax är en kvalsterart som beskrevs av Crowell 1953. Piona linguaplax ingår i släktet Piona och familjen Pionidae. Inga underarter finns listade i Catalogue of Life.